# 墨西哥毒品戰爭

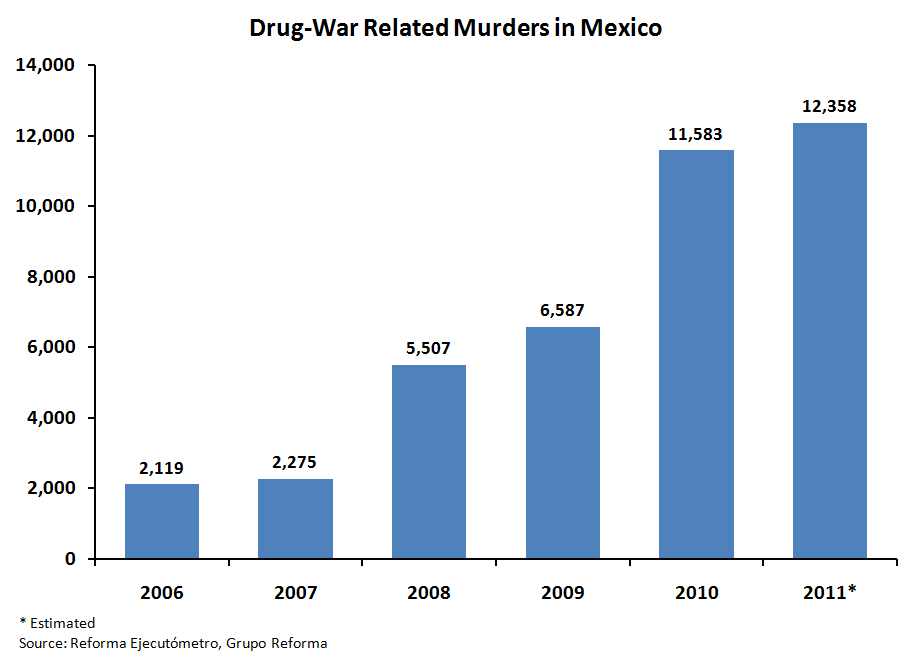
墨西哥毒品相關殺人案

墨西哥毒品戰爭（西班牙語：Guerra contra el narcotráfico en México）是墨西哥從2006年12月11日起至2019年1月30日（有争议），販毒集團之間或贩毒集团與墨西哥政府之間進行的低强度的非对称作战。墨西哥政府宣稱，它的目標主要是遏止販毒集團之間的暴力事件，以及瓦解強大的販毒集團，阻止毒品販運則在次要，後者主要留給美國政府處理。
墨西哥販毒集團已有數十年的歷史，而发展壮大则是到1990年代哥倫比亞的卡利及麥德林販毒集團衰落之後。墨西哥販毒集團現在已經主导了美國的毒品批發市場。同时，对一些販毒集團首腦的逮捕引發了更多毒品暴力，販毒集團之间為了爭奪进入美國的运毒路线的控制權而不斷衝突。
美國司法部估計非法毒品交易帶來的批發收益全年介乎136億至484億美元之間，而且總量還在增加中，兩國吸毒市場近四千萬人，甚至猜測可以達到近千億美元的天文數字，造成大量的外匯流失。而且又因為美國是世界最大的槍械彈藥製造國，搭配上南美的武裝走私，在墨國的富有黑幫中造成槍枝嚴重氾濫的治安問題。
在墨西哥总统费利佩·卡尔德龙任职期间（2006年12月1日－2012年11月30日），官方统计在毒品战争中死亡人数至少达6万人。在2013年，估计死亡总人数为12万人，其中不包括有2万7千人失踪。
2019年1月30日，墨西哥总统宣稱毒品战争正式结束。

## 歷史
墨西哥毗鄰美國，兩國邊界長達3000多公里，長期是毒品、違禁品及非法入境者進入美國的一個主要途徑。在1980年代及1990年代早期，哥倫比亞的巴勃羅·埃斯科瓦爾是可卡因的主要出口者，與世界各地有組織犯罪網絡有往來。當南佛羅里達及加勒比海區的執法力度加強後，哥倫比亞毒販與墨西哥毒販合作，把可卡因經墨西哥運入美國。
墨西哥早已是海洛因及大麻進入美國的主要來源地，墨西哥毒販早已建立起配套系统，哥倫比亞毒販的計劃很容易就能实现。到1980年代中期，墨西哥毒販已經成為哥倫比亞可卡因的可靠運輸者。初期墨西哥人從中收取運輸費牟利，到1980年代後期，墨西哥人與哥倫比亞人改為以買賣方式結算。此種安排使墨西哥毒販除了運輸毒品外，也參與毒品分銷，使他們更為壯大，甚至幹起從哥倫比亞販運可卡因到世界各地的勾當。
一眾墨西哥販毒集團之間的勢力平衡隨新加入者興起及原有者衰微而轉移。當這個「系統」被販毒集團頭目落網或死亡之類的事件打擾，就會引發敵對幫派為佔取權力真空而起的流血事件。毒販也會利用執法者打擊敵對幫派，例如賄賂墨西哥官員向敵對幫派採取行動，或故意向墨西哥政府或美国缉毒局洩露關於敵對幫派的情報。雖然毒品暴力升級有眾多原因，墨西哥當地有人認為起源是因為昔日毒販與政府間長期保持的默契不再存在。
敵對販毒集團之間的仇殺最早在1989年之後發生。1990年代後期有所緩和，從2000年起又再惡化，暴力事件增多。總統比森特·福克斯出動小量軍隊到美墨邊境的新拉雷多打擊販毒集團，然而成效不大。有人估計從2005年1月至8月間，單在新拉雷多就有約110人因兩個販毒集團之間的衝突而喪生。

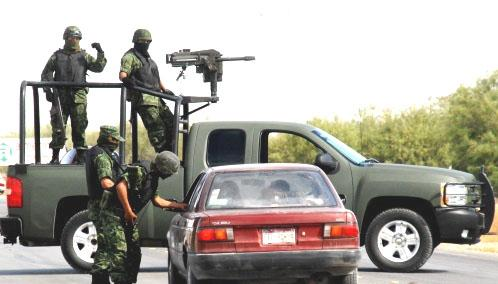
墨西哥軍人於墨西哥毒品戰爭中在檢查站執勤，車上裝上了Mk 19自動榴彈發射器。

2006年12月11日，新總統费利佩·卡尔德龙出動6500名軍人到米却肯州打擊當地毒品暴力。此次行動常被視為政府與販毒集團間戰爭的開始。2009年3月，墨西哥總統卡爾德龍增派軍隊5000人到華雷斯城。美國亞利桑那州及德克薩斯州的州長要求聯邦政府向兩州增派國民警衛隊，支援當地的反運毒執法行動。墨西哥販毒集團已控制了大段邊境及多個自治市，對於墨西哥的選舉政治也有越來越大的影響力，并試圖「取代政府」及「嘗試用武力實施壟斷，甚至想實施他們自己的法律」，很多當地人的生計和醫療等還仰賴這些「地下市長」對家鄉的回饋協助。由於鄰近的美國民用軍火發達，販毒集團很容易就能配備榴弹发射器、自動武器、護甲，有時甚至有克維拉頭盔。一些團伙也使用簡易爆炸裝置。
根據一份報告，2008年全年墨西哥有超過5000人的被殺與毒品有關，而2010年全年數字更增至逾11000人。2012年10月，澤塔斯毒品集團的頭目拉斯卡諾（Heriberto Lazcano）被墨西哥海軍陸戰隊擊斃。
国际战略研究所表示，在2016年的一年內有約23,000人在墨西哥毒品戰爭中喪生。
2019年1月30日，墨西哥总统宣佈毒品战争正式结束。

## 武器走私
墨西哥的憲法給予人民擁有槍械的權利，可是從墨西哥城由軍方控制的唯一槍店合法買槍並不容易，可售予平民的槍械火力也不強，改裝也不一定能有合適零件。於是乎，販毒集團從美國或危地馬拉邊境或海路偷運槍械入境，或是從國內外警方或軍方那裡偷取。大量槍枝導致墨國市場龐大，使得民眾要取得黑市槍械不難。許多槍械是由沒有犯罪記錄的女人在美國購得，經親戚、伴侶或熟人流入偷運者手中，然後每次以拆解等方式，小量偷運入墨西哥。最常見的走私槍械包括AR-15及AK-47型步槍，以及FN 5.7口徑半自動手槍。許多在美國購入的槍械本來是半自動式，被改裝為選配全自動式，多樣化的改型也是美國槍械大受歡迎的原因，例如狙擊槍的高精度配件。另外美國禁售的蘇製武器也很盛行，他們主要來自南美的左派武裝勢力，墨西哥在2009年檢獲的AK-47及AR-15步槍合計逾4400支，當中檢獲的AK-47有3成已被改裝為可選全自動式，實質上形同軍隊的突击步枪。南美管理的鬆散還能提供火力更強大的武器，例如手榴彈、火箭筒等，這些是從真正的戰場所繳獲而來，也有一些是來自於有軍火工業的國家，例如越南和朝鮮所生產。

## 暴力事件
墨西哥檢察總長辦公室表示9成受害者是有組織犯罪團伙的成員，另有報道指軍方及警方人員的死亡人數估計佔總死亡人數的7%。受衝突影響最嚴重的州是下加利福尼亞州、格雷羅州、奇瓦瓦州、米却肯州、塔毛利帕斯州、新萊昂州及錫那羅亞州。

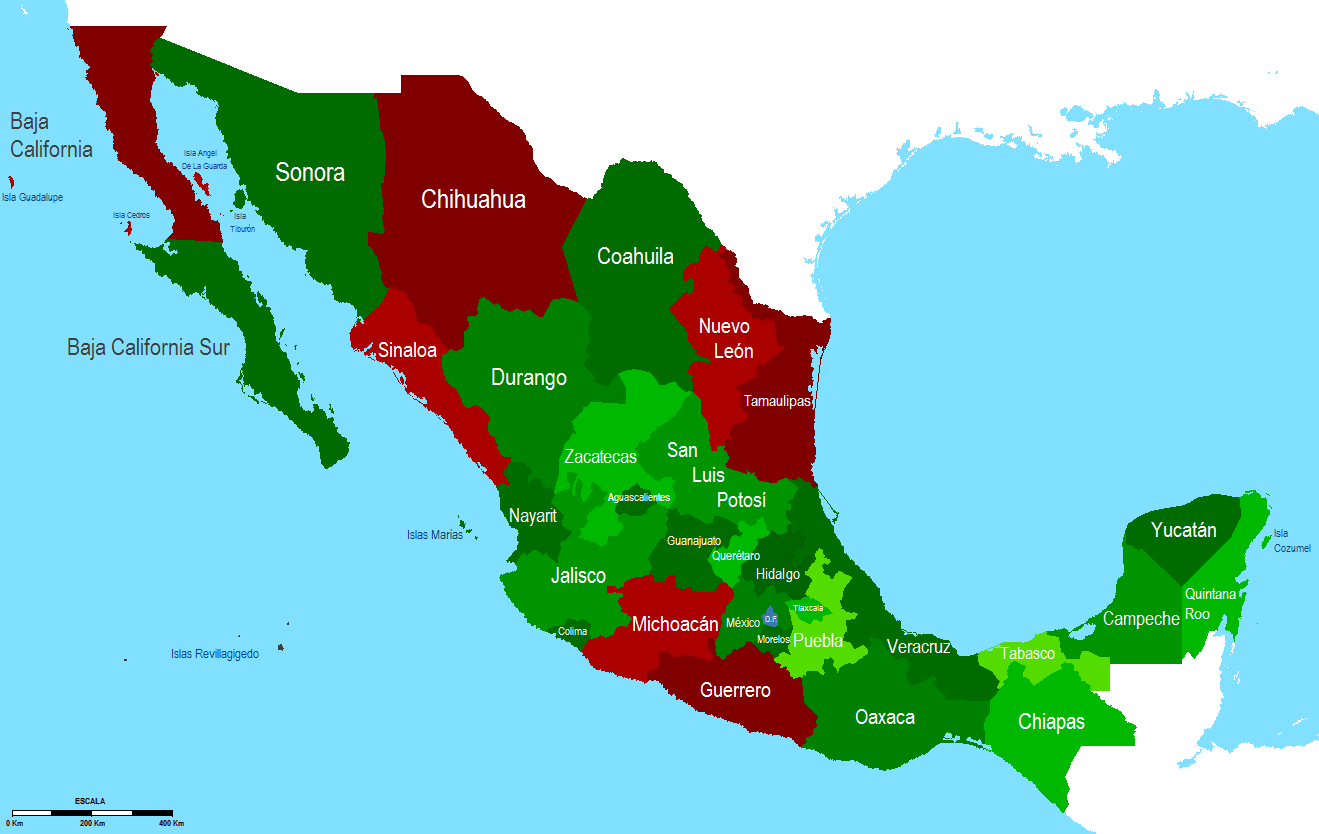
最多衝突發生的州以紅色標示

2008年7月10日，墨西哥政府宣佈計劃把聯邦警察的人數增加近一倍，以便減少倚賴軍方打擊毒販。該計劃同時包括開除地方警隊中的貪污人員。
雖然卡爾德龍政府成功重創販毒集團，可是國內治安卻持續惡化，最明顯的是毒品相關的殺人事件遇害人數持續上升。跟隨暴力上升的還有恫嚇與懼怕。在毗鄰美國邊境的許多墨西哥城市，警務人員被指名道姓列入暗殺名單的已知事件越來越多，名單上的人一個接一個被殺害也是平常事。販毒集團現在開始在國內城市的高速公路上展示大型橫額，一些橫額是威嚇敵對者，或指控另一犯罪團伙有政府官員撐腰。墨西哥北部甚至出現疑似招聘橫額，用更高酬勞及更佳裝備引誘軍警投靠毒販。
暴力頻生已經危害在當地的外國投資，財政部長奧古斯丁·卡斯滕斯表示單是治安惡化已使該國全年國內生產總值減少1%。

### 新聞界
根據墨西哥國家人權委員會及无国界记者指出，墨西哥被認為是世界上從事新聞業最危險的國家，因為已有超過80名新聞工作者因為報導毒品相關的新聞而遇害。不少傳統媒體害怕毒販而選擇閉口，於是匿名部落格就擔起報導毒品戰爭相關消息的任務，有部落格及社交網站Twitter用戶因發佈販毒集團活動消息被殺。

### 政界
毒品戰爭在2006年開始後，販毒集團不單殺死敵對集團人物和警察，政界人物也越來越多成為他們的下手目標，特別是地方上的領袖。大多數政界人物遇害的地方是那些飽受毒品相關暴力禍害的地區。殺害地方人物也是犯罪集團企圖削弱地方政府的策略之一。嚴重的暴力使政客對那些犯罪團伙有所顧忌，而犯罪集團得以把勢力伸入基本政府架構內，並推展他們的犯罪事業。
由於地方警察首長通常由市長任命，因此地方市長們也被毒販盯上，企圖通過市長控制他們勢力範圍內的警隊。毒販也尋求控制地方政府，以便取得政府合約及其它好處，及通過「公共工程」在社區植根並爭取他們地盤內的民眾支持。
玛丽亚·桑托斯·戈罗斯蒂埃塔·萨拉萨尔（1976年－2012年11月）是墨西哥米却肯州蒂基切奥前市长，因为严厉打击贩毒而被墨西哥媒体誉为“21世纪女英雄”，她的丈夫於2009年遭殺害，她后于2012年11月遭虐殺棄屍，留下3個孩子。她的死亡，在墨西哥引起巨大反響。

### 学界
2014年9月26日，墨西哥一批师范院校的学生前往格雷罗州伊瓜拉市，就保护乡村教师权益问题举行示威游行，后搭巴士返家时遭到当地警方开枪镇压，共造成6人死亡，20多人受伤。43名幸存学生被带上警车，随后下落不明。据被捕警察交待，这些学生之后又被交给了当地的毒品头子，而且他们是接到阿瓦尔卡（Jose Luis Abarca）市长的命令才这样做的。据被捕的贩毒集团成员供认，他们射杀这些学生后，将尸体焚烧了15个小时。失踪案引起举国震惊后，市长阿瓦尔卡携妻子弃职逃亡至墨西哥城，被逮捕。

## 目前情況
墨西哥軍警至今仍努力打擊毒梟，並將「惡行重大」的毒販頭子逮捕後移送至重刑監獄囚禁，甚至遣送國外由美國、巴拿馬甚至是加拿大囚禁服刑。也有一些毒梟乾脆轉移陣地往亞非等國家，成為治安亂源。自墨西哥毒品戰爭開打以來，已經從美墨的問題擴大為國際問題。國際刑警組織多次發布潛逃的毒梟名單，希望藉此圍堵世界各地的毒梟。美國歷任總統對毒梟也是十分在意，多次敦促墨西哥政府加以壓制，但墨西哥政府面對大毒梟仍束手無策。美國總統自里根、老布什、柯林頓、小布希、歐巴馬再到川普皆對墨西哥政府喊話，川普甚至揚言將建造「美墨長城」來圍堵墨西哥人的入境，藉以逼使墨西哥政府加強力道打擊毒梟。